# David Christie
David Christie, nome artístico de Jacques Pepino (Tarare, 1 de janeiro de 1948 - Capbreton, 11 de maio de 1997) foi um cantor e compositor francês de música pop. Também era conhecido por James Bolden ou Napoleon Jones, nomes que adotou no início da carreira, iniciada em 1974 com o álbum "Never Alone".
Além deste, foram lançados "Napoleon Jones featuring David Christie" (1974), "Love is the Most Important Thing" (1977), "Back Fire" (1978), "Flashback" (1980), "Back in Control" (1982) e seu último álbum foi "Stress", de 1984.
Em Back in Control, o maior destaque do disco foi "Saddle Up", considerada o maior sucesso de Christie, e que fez parte da trilha sonora da novela Final Feliz, da Rede Globo. Encerrada a carreira, em 1984, o cantor ainda teve uma coletânea lançada em 1994 (Best of David Christie) e mais três álbuns póstumos após sua morte (Two Small Blue Beads, de 1999; David Christie & friends, de 2008, e o último, Le meilleur de David Christie, lançado em 2014). Outras músicas de sucesso foram "I Love to Love (But My Baby Loves to Dance)", "Love Me Like a Lover" e "Rendezvous" (Tina Charles); "Strut Your Funky Stuff" (Frantique); "(If You Want It) Do It Yourself" (Gloria Gaynor) e "Do or Die" (Grace Jones).
David morreu em 11 de maio de 1997, aos 49 anos, após cometer suicídio. Estava abalado pela morte acidental de sua filha Julia, então com 11 anos e fruto de seu relacionamento com a também cantora Nina Morato.

## Discografia

### Álbuns
- 1974: Never Alone
- 1974: Napoleon Jones featuring David Christie
- 1977: Love is the Most Important Thing
- 1978: Back Fire
- 1980: Flashback
- 1982: Back in Control
- 1984: Stress

### Especiais
- 1994: Best of David Christie
- 1999: Two Small Blue Beads
- 2008: "David Christie & friends"
- 2014: "Le meilleur de David Christie" (2 CD's)